# Grada Hermina Marius

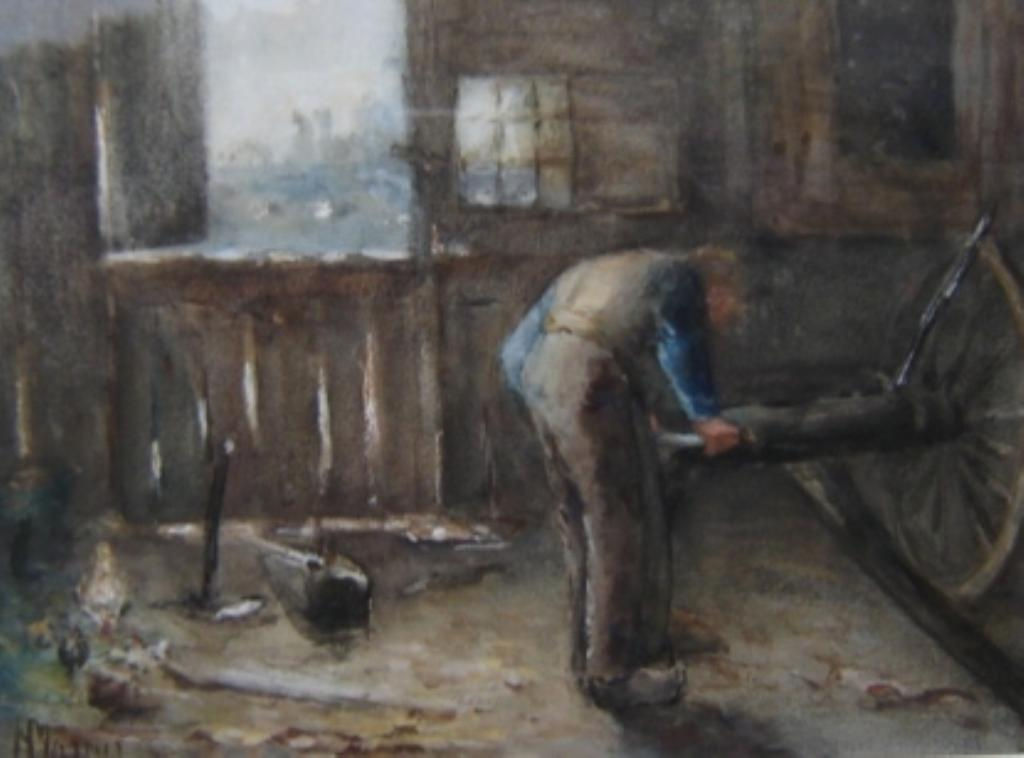
De wagenmaker van G.H. Marius

Grada Hermina Marius, eigenlijk Gerharda Hermina Marius, (Hengelo, 7 juni 1854 – Den Haag, 8 november 1919) was een Nederlands schilder, kunstcriticus en kunsthistoricus. Ze signeerde haar schilderijen als HMarius en publiceerde als G.H. Marius, G. Marius of simpelweg G. Intimi noemden haar Hermine.

## Leven en werk
Marius was een dochter van de arts Christiaan Gerhard Frederik Marius (1810-1867) en Johanna Hofker (1817-1856). Na het overlijden van haar beide ouders, kwam ze in huis bij een oom en tante in Twello. Ze kreeg in die tijd teken- en schilderlessen op het atelier van Jan Striening in het nabijgelegen Deventer. In 1881 vertrok ze naar Amsterdam, waar ze werd ingeschreven als dienstbode. Ze volgde de teken- en boetseerklassen en in het laatste jaar de schilderklas aan de Rijksakademie (1881-1883) onder August Allebé. Ze raakte bevriend met onder anderen Etha Fles, Anna Abrahams, Suze Robertson, Wally Moes en Jo Besier. In tegenstelling tot haar vriendinnen maakte ze geen studiereizen naar het buitenland, mogelijk vanwege haar zwakke gezondheid. In het in memoriam dat Wilhelm Martin na haar overlijden schreef, haalt hij Marius zelf aan die noteerde "mijn gezondheid heeft mij in het schilderen en later in studie bijna aanhoudend gehinderd." Na haar opleiding vestigde ze zich in Den Haag. Marius schilderde, aquarelleerde en tekende aanvankelijk vooral figuurvoorstellingen, later meer bloemstillevens. Ze werd lid van de Pulchri Studio en nam deel aan diverse exposities, waaronder de door Arti et Amicitiae georganiseerde tentoonstelling van Levende Meesters in Amsterdam (1888). Marius gaf les aan onder anderen Willemien Testas en raadgevingen aan Ima van Eysinga.
Marius is niet getrouwd geweest. Ze vormde vanaf 1895 een huishouden met haar broer, schoonzus en nichtje. Na het vertrek van haar broer naar Amerika in 1896 (waar hij in 1903 overleed), bleef ze het huis met diens gezin delen. Zij was daarbij waarschijnlijk de kostwinner. Ze bezocht geregeld ateliers en had contacten met kunstenaars, kunsthandelaren en museumdirecties. Schilders als Jan Toorop, Hendrik Haverman en Willem Bastiaan Tholen kwamen bij haar over de vloer.
Publicist
In 1891 debuteerde ze als publicist met een artikel over Jacob Maris in Elsevier's Geïllustreerd Maandschrift. Ze werd in 1895 kunstcriticus bij het Het Vaderland en maakte in 1907 de overstap naar Het Nieuws van de Dag. Ze werkte mee aan het in 1900 verschenen Het Schildersboek. Nederlandsche schilders der negentiende eeuw in Monographieën door Tijdgenooten (samenstelling Max Rooses). In 1903 publiceerde ze zelf het boek De Hollandsche schilderkunst in de negentiende eeuw, dat werd vertaald in het Duits (1906) en Engels (1908). Het borduurde voort op het werk van Christiaan Kramm en anderen en bevatte ook eigen onderzoek. Scheen noemt het boek in 1969 nog "belangrijk pionierswerk". Het werd goed ontvangen in de kunstwereld en werd ruim 100 jaar later nog herdrukt. Marius besloot te stoppen met schilderen en zich aan het schrijven te wijden. Naast de al eerde genoemde uitgaves publiceerde ze in De Nederlandsche Spectator, De Gids, De Nieuwe Gids, De Kroniek, Onze Kunst en Woord en Beeld.
In 1919 werkte Marius aan een heruitgave van haar boek De Hollandsche schilderkunst in de negentiende eeuw. Ze werd in die periode opnieuw ziek en overleed op 65-jarige leeftijd. Ze werd begraven op Oud Eik en Duinen. Het boek werd postuum uitgebracht met een inleiding van Wilhelm Martin en Marius' portret door Haverman. Het RKD bewaart haar archief, dat bestaat uit notitieboekjes en aantekeningen die vooral werden gebruikt voor De Hollandse schilderkunst in de 19e eeuw. Een deel van haar correspondentie wordt bewaard bij het Haags Gemeentearchief en de Koninklijke Bibliotheek.

## Publicaties

### Boeken
- 1899 John Ruskin. Een inleiding tot zijn werken.
- 1903 De Hollandsche schilderkunst in de negentiende eeuw.
- 1905 Rembrandt. Een boek voor jong Holland.
- 1906 Jan Steen. Zijn leven en zijne kunst.
- 1906 Die holländische Malerei im neunzehnten Jahrhunderts.
- 1908 Dutch painting in the nineteenth century.
- 1909 Het Museum Mesdag en zijne Stichters. Met P.A.M. Boele van Hensbroek.
- 1910 De schilderkunst der 19e eeuw. Vertaling van een boek van Léonce Bénédite.
- 1912 Jac. van Looy [serie Hollandsche schilders van dezen tijd]
- 1917 Johannes Bosboom. Met Wilhelm Martin.
- 1920 De Hollandsche schilderkunst in de negentiende eeuw. Tweede, herziene druk, met inleiding van W. Martin.

### Artikelen (selectie)
- "Jakob Maris", Elsevier's Geïllustreerd Maandschrift (1891), dl. 2, p. 1-13 en idem in: M. Rooses, Het Schildersboek, dl 1, Amsterdam 1898, p. 2-16.
- "Willem Maris", Elsevier's Geïllustreerd Maandschrift (1891) dl. 2, p. 109-122 en idem in: M. Rooses, Het Schildersboek, dl 1, Amsterdam 1898, p. 101-113.
- "Arti et Amicitiae", De Nederlandsche Spectator (1894), p. 364 en passim.
- "Pulchri Studio. de Groepententoonstelling", De Nederlandsche Spectator, 10 februari 1894.
- "Jozef Israëls", De Nederlandsche Spectator, 9 februari 1895, p. 45.
- "Pulchri Studio", De Nederlandsche Spectator (1895), p. 96 en passim.
- "Matthijs Maris", Elsevier's Geïllustreerd Maandschrift 9 (1899) dl. 18, p. 1-19 en idem in: M. Rooses, Het Schildersboek, dl. 1, Amsterdam 1898, p. 2-16.
- "Idealisten", De Gids 62 (1898) 2, p. 342-382 en 3, p. 274-316.
- "J.Th Toorop", Woord en Beeld, Haarlem 1899, p. 170-174.
- "Jakob Maris", De Gids 63 (1899), p. 521-524.
- "Antoon Derkinderens nieuwste muurschilderingen", De Gids 64 (1900) p. 541-551.
- "Een praatje over portretten", Elsevier's Geïllustreerd Maandschrift (juli 1900), p. 481-498.
- "Jac. van Looy", Elsevier's Geïllustreerd Maandschrift (apr. 1901), p. 439-448.
- "Hendrik Willem Mesdag 1831-1901", Woord en Beeld, Haarlem 1901, p. 63.
- "H.J.Haverman", Onze Kunst 1 (1902), p. 89-99.
- "Een studie over Jacob Maris", Onze Kunst 1 (1902), p. 9-16.
- "Het behoud onzer moderne meesterwerken", De Gids 76 (1912), p. 165-168.
- "Matthijs Maris, 1839-1917", Onze Kunst 16 (1917) dl. 32, p. 141-144.
- "Willem van Konijnenburg", Onze Kunst 17 (1918) 10, p. 89-104.